# آغاونی خامسیان
آغاونی خامسیان (فانی) (ارمنی: Աղավնի Խամսիյան (Ֆանի)؛  ۱۸۳۴ – ۱۸۹۰) یک بازیگر تئاتر اهل ارمنستان بود. وی بین سال‌های ۱۸۵۶ تا ؟ میلادی فعالیت می‌کرد.

## زندگی‌نامه
وی در ۱۲ مارس ۱۸۳۴ در کنستانتینوپل به دنیا آمد. استپان اکشیان از خویشاوندان وی بود. وی در ۲۸ فوریهٔ ۱۸۹۰ در سن ۵۶ سالگی درگذشت.

## یادداشت
1. ↑  zarkfoundation.com
2. ↑  zarkfoundation.com